# O. C. Fisher

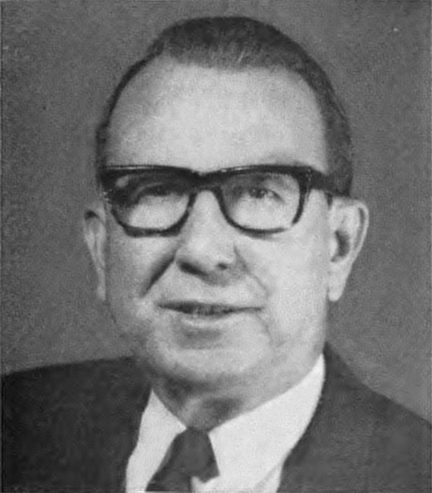
O. C. Fisher (1969)

Ovie Clark „O. C.“ Fisher (* 22. November 1903 bei Junction, Texas; † 9. Dezember 1994 in San Angelo, Texas) war ein US-amerikanischer Politiker. Er vertrat den Bundesstaat Texas als Abgeordneter im US-Repräsentantenhaus.

## Werdegang
O. C. Fisher wurde am 22. November 1903 nahe Junction im Kimble County geboren, wo er die öffentliche Schule besuchte. Anschließend ging er auf die University of Colorado Boulder und die University of Texas at Austin. Danach machte er 1929 seinen Bachelor of Laws und seinen Doktor an der Law School der Baylor University in Waco. Seine Zulassung als Anwalt erhielt er im selben Jahr und eröffnete eine Praxis in San Angelo. Fisher beschäftigte sich mit der Viehhaltung und war als Schriftsteller tätig. Außerdem fungierte er von 1931 bis 1935 als Staatsanwalt des Tom Green County. Anschließend war er von 1935 bis 1937 Abgeordneter im Repräsentantenhaus von Texas. Danach amtierte er von 1937 bis 1943 als Bezirksstaatsanwalt des 51. Gerichtsbezirks.

## Politik
Fisher wurde als Demokrat in den 78. und die 15 nachfolgenden Kongresse gewählt. Seine Amtszeit belief sich vom 3. Januar 1943 bis zu seinem Rücktritt am 31. Dezember 1974. Zur Wahl für den 84. Kongress kandidierte er nicht mehr. Fisher nahm seine vormalige Tätigkeit als Anwalt in San Angelo wieder auf, die er bis zu seinem Tod am 9. Dezember 1994 ausübte.
In seiner Amtszeit war er Vorsitzender des Committee on Elections No. 3 (79. Kongress). Des Weiteren beteiligte er sich an der Verfassung des Southern Manifesto, das sich gegen die Rassenintegration an öffentlichen Einrichtungen aussprach.